# Melty Blood
Melty Blood (メルティブラッド, Merutei Buraddo) est un jeu vidéo de combat, codéveloppé par Type-Moon et French-Bread, et initialement commercialisé au Comiket en décembre 2002. Ce jeu vidéo est un Dōjin-game faisant office de suite au visual novel de Type-Moon Tsukihime. Une adaptation en manga dessinée par Takeru Kirishima a été publiée dans Comptiq.
Premièrement sorti sur PC, une version arcade nommée Act Cadenza, développée par École Software a vu le jour en 2005 puis a été porté sur PlayStation 2. Act Cadenza est le premier titre de Type-Moon à être sorti sur PlayStation 2. La première série de jeux se termine avec, Melty Blood Actress Again, sorti en arcade en septembre 2008 et version PlayStation 2 en août 2009.
Le 30 septembre 2021, la série sort un nouvel opus Melty Blood Type Lumina sur plusieurs consoles: PlayStation 4, Xbox One, Windows et Nintendo Switch.

## Chronologie de la série

### Melty Blood
La première version de Melty Blood est sortie initialement au Comiket en décembre 2002. Codéveloppé par French-Bread, un cercle dōjin, et Type-Moon, ce jeu de combat met en scène des personnages de Tsukihime (16 personnages jouables au total), et propose un mode histoire servant de séquelle au visual novel de Type-Moon. Ce mode histoire original (qui n'est pas sans rappeler le genre du visual novel) permet au joueur de faire un choix après certains combats, chaque choix amenant à un embranchement différent dans le scénario. La jouabilité est celle d'un jeu de combat 2D classique, mais le dynamisme des affrontements, donnant la part belle aux combos, demeure un des aspects les plus attirants du titre.

### Melty Blood: ReACT
ReACT est une extension du jeu original sortie en mai 2004. Elle ajoute un mode Arcade dont le scénario se situe après les évènements de Melty Blood. Cette extension inclus diverses modifications au niveau de l'équilibrage des personnages, et rajoute des mouvements aux différents personnages clones, ceux-ci étant sensiblement similaires à leurs homologues dans la version originale. La jouabilité a aussi été légèrement modifiée, et six nouveaux personnages (dont seulement deux jouables) ont fait leur apparition:
- Len
- Satsuki Yumizuka
- Neko-Arc (non jouable)
- Executioner Ciel (non jouable)
- While Len (non jouable)
- Aoko Aozaki (non jouable)

### Melty Blood: Act Cadenza
Act Cadenza est le port arcade du jeu. Cela a impliqué la disparition du sang pour répondre au standard du jeu. Les méchaniques de dodge (esquive), et des modifications assouplissant de manière notable les "shields", divisant ceux-ci en deux catégories suivant la précision à laquelle la commande a été exécutée. Une version console est sortie sur PS2. Deux nouveaux personnages jouables on fait leur apparition :
- Kishima Kouma
- Aoko Aozaki (version jouable différente de la version boss de RE-ACT)

### Melty Blood: Act Cadenza verB
Mise à jour arcade de la version précédente équilibrant le jeu. Une version PC a suivi. Un nouveau personnage jouable a été ajouté.

### Melty Blood: Actress Again
Mise à jour majeure. Chaque personnage a accès à trois modes de jeu - crescent moon, half moon, et full moon - avec des mécaniques de jeu distinctes pour chaque mode. Chaque personnage a également accès à une liste de coups différentes suivant le mode utilisé. Une version PS2 a suivi la sortie sur borne d'arcade. Deux nouveaux personnages ont été ajoutés : 
- Riesbyfe Stridberg
- Michael Roa Valdamjong

### Melty Blood: Type Lumina
Mise à jour majeure sortie le 30 Septembre 2021 sur Switch, PS4, Xbox One et Steam et avec 22 personnages différents. Le jeu intègre deux nouvelles mécaniques: Le moon skill pour une attaque plus puissante et le moon drive pour améliorer la vitesse et les sauts.
L'apparence des personnages est mise à jour pour suivre celui du nouveau remake de tsukihime, Tsukihime: A Piece of Blue Glass Moon 

## Mécanique de jeu-
Melty Blood se distingue des autres jeux de combat par :
- Une mobilité aérienne très forte.
- Des possibilités d'enchainements de coups très libre, permettant notamment d'enchainer un coup fort à un coup faible, permettant un jeu très agressif.
- La possibilité de "récupérer" de certaines attaques par un rebond, qui offre une possibilité de fuite à certaines attaques moyennant un risque certain lors de la manœuvre.

## Adaptation
Une adaptation manga dessinée par Takeru Kirishima a été prépubliée dans le magazine Comptiq et publiée en neuf volumes par Kadokawa Shoten entre avril 2006 et août 2010. La version française est publiée en intégralité par Pika Édition entre octobre 2010 et août 2013.